# Теремне

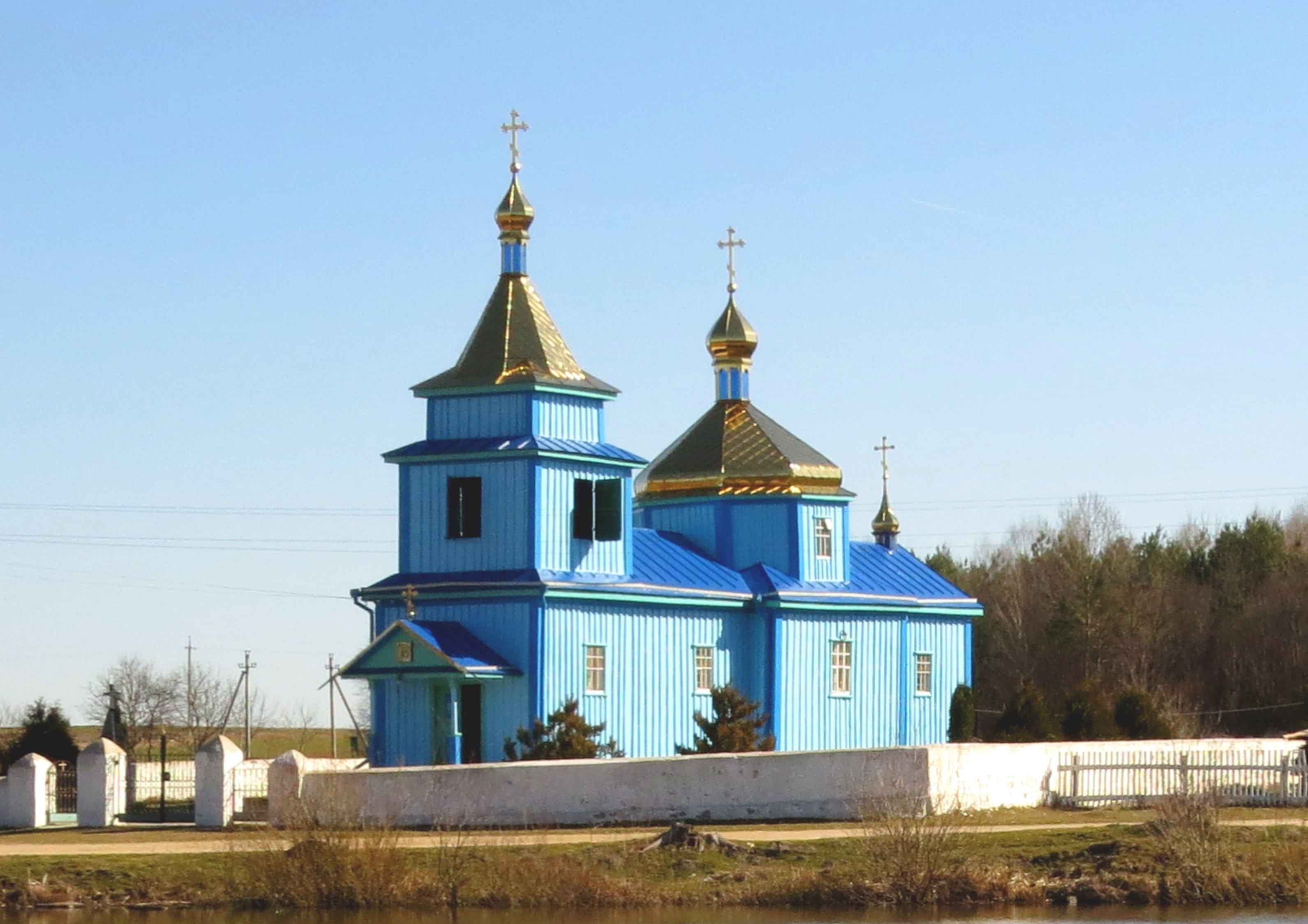

Тере́мне — село в Україні, в Рівненському районі Рівненської області. Населення становить 370 осіб.

## Географія
Селом тече річка Кутянка.

## Загальні відомості
Село Теремне складається із п'яти вулиць і хутора Гостре. Центральна вулиця зветься Селом. Багно — куток села з розкиданими по піщаних дюнах хатами, оточених з трьох сторін багнистим лугом з вільхою. Замаказин — куток села за церквою на правому березі безіменного струмка, що протікає через село. Назва вулиці походить від того, що вулиця починалася за магазином. Підлісок — частина села, яка була під ліском в західній частині населеного пункту. Соснина — куток села, де хати були розкидані серед старих соснових дерев, які були вирубані колгоспом наприкінці 1950-х р.
До села належить хутір Гостре, де стоїть п'ять хат. В 1920-х роках на краю лісу, поблизу джерела, поляки побудували гаївку для лісника. Після Другої Світової війни сюди переселилися чотири сім'ї
Через село проходить автошлях О-181204 Болотківці-Кутянка-Вілія. В селі знаходиться початкова школа, фельшерсько –акушерський пункт, сільський клуб, магазин.
Село електрифіковане, телефонізоване, не газифіковане. Центральне водопостачання та каналізація відсутні. Вулиці мають частково тверде покриття. Рельєф території рівнинний. Ґрунтові води залягають на глибині більше 3 метрів.

## Історія
Протягом 16-17 століття село належало князям Острозьким.
По польському повстанні 1831 року Теремне, яке належало Сапігам, забрано до «казни».
За переписом кінця 19 століття в селі 87 домів і 476 жителів, дерев'яна церква 1879 року, на місці старої невідомо коли збудованої.
У 1906 році село Кунівської волості Острозького повіту Волинської губернії. Відстань від повітового міста 29 верст, від волості 14. Дворів 90, мешканців 602.
В лісі над малим потоком було велике городище овальної форми, а в напрямку лісництва сліди видобуваної колись там руди, в вигляді неглибоких ямок. В околиці знайдено кілька камінних і кремінних знарядь.
25-27 липня 1943 біля села сталася одна з найбільших битв між УПА та радянськими партизанами. Два куреня УПА (1000 осіб) під командуванням «Крука» та «Осипа» спробували розгромити базу, де розташовувалося радянське партизанське з'єднання Антона Одухи.  Не зумівши взяти табір червоних штурмом, упівці оточили його і розпочали планомірний мінометний обстріл, який, через те, що площа була досить широка, не був ефективним. Обстріл позицій комуністів із стрілецької зброї продовжився і вночі. На третій день облоги червоні партизани зробили спробу прориву, що увінчалася успіхом. Відповідно до мемуарних спогадів Максима Скорупського-"Макса", совєти в битві втратили вбитими 54 бійця. З українського боку загинуло 19 людей, не менше п'ятнадцяти дістали поранення.

## Пам'ятки
Неподалік від села розташована комплексна пам'ятка природи — «Теремне».